# Ezgi Dağdelenler
Ezgi Dağdelenler, coniugata Bektaş, (Ankara, 3 novembre 1993), è una pallavolista turca, schiacciatrice del Kuzeyboru.

## Carriera

### Club
La carriera di Ezgi Dağdelenler inizia nel Karayolları, che lascia dopo una sola annata per approdare nella Voleybol 1. Ligi con la maglia dell'İller Bankası, in seguito İlbank, nella stagione 2007-08: resta legata al club per otto annate. Nel campionato 2015-16 il suo club retrocede in serie cadetta, ottenendo così la promozione in Sultanlar Ligi nel campionato seguente; tuttavia torna a calcare i campi della massima divisione turca col Fenerbahçe, dove si trasferisce nella stagione 2017-18 e resta un biennio.
Approda al neopromosso PTT nel campionato 2019-20, trasferendosi all'Aydın BB nel campionato seguente, restandovi per un biennio. Nella stagione 2022-23 passa al Kuzeyboru, ancora in Sultanlar Ligi.

### Nazionale
Nel 2012 riceve le prime convocazioni nella nazionale turca, con la quale si aggiudica la medaglia d'argento all'European League 2015, oltre alla vittoria della medaglia d'argento al Campionato mondiale under 23 2015.

## Palmarès

### Nazionale (competizioni minori)
- Campionato mondiale under 23 2015
- European League 2015